# Kanton Strasbourg-6
Strasbourg-6 is een kanton van het Franse departement Bas-Rhin. Het kanton maakt deel uit van het arrondissement Strasbourg.
Het kanton omvat uitsluitend een (zuidelijk) deel van de gemeente Straatsburg (wijken Meinau, Plaine des Bouchers, Neuhof, deel Neudorf en Port du Rhin).